# Haplotaxida
Haplotaxida este unul din cele două ordine din subclasa Oligochaeta, celălalt fiind Lumbriculida.

## Familii
Subordinul Haplotaxina
- Haplotaxidae

Subordinul Moniligastrina
- Moniligastridae

Subordinul Lumbricina
- Alluroididae
- Eudrilidae
- Glossoscolecidae
- Lumbricidae
- Hormogastridae
- Ailoscolidae
- Lutodrilidae
- Sparganophilidae
- Criodrilidae
- Ocnerodrilidae
- Acanthodrilidae
- Octochaetidae
- Exxidae
- Megascolecidae
- Microchaetidae

Subordinul Tubificina
- Dorydrilidae
- Enchytraeidae
- Naididae (inclusiv Tubificidae)
- Opistocystidae
- Phreodrilidae